# Парисейд
Парисейд (на английски: Palisade) е град в окръг Мейса, щата Колорадо, САЩ. Парисейд е с население от 2579 жители (2000) и обща площ от 2,8 km². Намира се на 1441 m надморска височина. ЗИП кодът му е 81526, а телефонният му код е 970.